# Carl Piper (1806–1875)
Carl Erik Piper, född 4 juni 1806 i Stockholm, död 17 maj 1875 i Stockholm, var en svensk greve och militär.

## Biografi
Carl Piper föddes 1806 i Stockholm. Han var son till Carl Claes Piper och Ebba Maria Ruuth. Piper blev 1820 student vid lunds universitet och 18 april 1826 kornett vid Livgardet till häst. Han blev 18 juli 1829 löjtnant vid Livgardet till häst och 13 december 1834 ryttmästare. Piper blev 31 oktober 1836 kammarherre hos drottningen och tog 29 maj 1842 avsked från gardet med tillstånd att kvarstå såsom major i armén. Han utnämndes 18 december 1854 till riddare av Svärdsorden och tog 13 januari 1857 avsked ur krigstjänst. Piper avled 1875 i Stockholm.

### Egendom
Piper ägde fideikommissegendomarna Kristinehov, Andrarum, Torup, Högestad och Baldringe.

### Familj
Piper gifte sig 31 oktober 1836 med sin kusin Elisabet Baker (1811–1879), dotter till engelske amiralen, sir Thomas Baker och friherrinnan Sofia Augusta Ruuth. De fick tillsammans barnen Augusta Ebba Elisabet Piper (1837–1849) och Carl Piper (1839–1869).